# Selim Esedoglu
Selim Esedoglu é um matemático estadunidense, professor da Universidade de Michigan.
Obteve um doutorado na Universidade de Nova Iorque em 2000, orientado por Robert Kohn, com a tese An Analysis of the Perona-Malik Scheme.
Foi palestrante convidado do Congresso Internacional de Matemáticos no Rio de Janeiro (2018: Algorithms for motion of networks by weighted mean curvature).